# مانه مخویان
مانه مخویان (ارمنی: Մանե Մխոյան؛  ۶ ژانویهٔ ۱۹۹۷) یک بازیگر اهل ارمنستان است. وی از سال میلادی تاکنون مشغول فعالیت بوده است.

## زندگی‌نامه
وی در ۶ ژانویهٔ ۱۹۹۷ به دنیا آمد و از انستیتو دولتی سینما و تئاتر ایروان (۲۰۱۰) فارغ‌التحصیل شد. وی در تئاتر دراماتیک دولتی وارطان آجمیان گیومری، مجلس ملی جمهوری ارمنستان، تئاتر نمایشی هراچیا غاپلانیان و ارمنستان ۱ فعالیت می‌کند